# 宗預
宗 預（そう よ）は、中国後漢末期から三国時代の武将・政治家。字は徳艶。荊州南陽郡安衆県（現在の河南省南陽市臥竜区）の人。『三国志』蜀書に伝がある。

## 生涯
劉備の益州進攻に伴い、張飛に従って入蜀した。建興年間（223年-237年）の初めに丞相府の主簿となり、その後参軍・右中郎将に昇進した。
諸葛亮の没後、呉は魏が蜀を攻めるのではないかと懸念し、巴丘に1万の兵を増員したため、蜀も白帝城の兵を増員することになり、呉蜀間に軍事的緊張が生じた。宗預は呉への使者となって呉蜀間の緊張を解き、孫権から鄧芝・費禕に次ぐ評価を与えられた。
その後侍中に昇進する。さらに尚書へ移り、延熙10年（247年）には屯騎校尉となった。
この時、60歳（概数か）で初めて軍事に参与したことは、礼に反するのではないかと鄧芝に訊ねられたが、鄧芝が70歳になっても兵権を返していないことを挙げて反論した。鄧芝は車騎将軍・江州都督の地位にあり、驕慢な性格で知られていたため、大将軍の費禕にも敬遠されていたが、宗預だけは遠慮しなかったという。
再び呉に使いしたとき、孫権は「お互い高齢だから、もう会うこともないだろう」と宗預との別れを惜しみ、真珠を一石与えた。
その後、後将軍・永安都督となった。任地にて征西大将軍に任命され、関内侯の爵位を賜わった。
景耀元年（258年）、病により成都に召喚され、後に鎮軍大将軍・兗州刺史となった。諸葛瞻が政治を取り仕切るようになると、廖化から諸葛瞻の元へ共に赴くよう勧められたが「お互い70歳を過ぎているのに、いまさら若輩に阿ることもないだろう」と断った。
咸熙元年（264年）、前年に蜀は魏に滅ぼされたため（蜀漢の滅亡）、廖化と共に洛陽へ護送されることになったが、その途上で病死した。